# Nagotal
Nagotal – wieś w Pakistanie, w prowincji Chajber Pachtunchwa. W 2017 roku liczyła 2276 mieszkańców.